# ماغنوس نيلسون (لاعب هوكي الجليد)
ماغنوس نيلسون هو لاعب هوكي الجليد سويدي، ولد في 1 فبراير 1978 في Finspång Municipality ‏ في السويد.

## وصلات خارجية
- ماغنوس نيلسون على موقع دوري الهوكي الوطني (الإنجليزية)
- ماغنوس نيلسون على موقع EliteProspects.com (الإنجليزية)
- ماغنوس نيلسون على موقع Eurohockey.com (الإنجليزية)
- ماغنوس نيلسون على موقع HockeyDB.com (الإنجليزية)